# Кузякино
Кузя́кино (тат. Күҗәкә) — село в Актанышском районе Республики Татарстан Российской Федерации. Административный центр Кузякинского сельского поселения.

## Этимология
Топоним произошёл от антропонима на татарском языке Күҗәкә (Кузяка).

## География
Село находится в Восточном Закамье на ручье Кузякино (бассейн реки Базяна), в 28 км к юго-западу от районного центра, села Актаныш.
Через село проходит автомобильная дорога регионального значения Тюково — Татарские Ямалы.

## История
Село (первоначально деревня) известно с 1706 года. 
В XVIII веке и до 1860-х годов жители относились к сословиям башкир-вотчинников (Калмашевой тюбы Байларской волости). 
По IV ревизии (1782 г.) в селении были учтены тептяри в количестве 3 душ мужского пола. По V ревизии (1795 г.), здесь были учтены 359 башкир-вотчинников в 49 дворах и 30 тептярей обоего пола в 5 дворах, «живущих на землях башкир по их допуску и пользующихся землей вместе с ними» или «по старинному заселению предков». В 1834 году при 127 дворах проживали 700 башкир, 36 душ тептярей мужского пола. В 1848 году были учтены две деревни Кузяково, в одной из них при 130 дворах проживало 797 башкир, а в другой — 73 тептяря. X ревизия 1859 года показала, что деревня состояла из башкирского и тептярского населения. В 1870 году при 207 дворах было 904 башкира; а в 1902 году — 782 души башкир мужского пола.

## Население
| 1795 | 1850 | 1859 | 1870 | 1884 | 1897 | 1906 | 1913 | 1920 | 1926 | 1938 | 1949 | 1958 | 1970 | 1979 | 1989 | 2002 | 2010 | 2015 |
| ---- | ---- | ---- | ---- | ---- | ---- | ---- | ---- | ---- | ---- | ---- | ---- | ---- | ---- | ---- | ---- | ---- | ---- | ---- |
| 156  | 906  | 1020 | 1104 | 1069 | 1576 | 1822 | 1707 | 1631 | 1360 | 1121 | 703  | 631  | 903  | 847  | 546  | 426  | 410  | 373  |

Национальный состав
Согласно результатам переписи 2002 года, в национальной структуре населения села татары составляли 100%.

### Комментарии
1. ↑  Расстояние измерено с помощью инструментария Яндекс.Карты